# (6995) Minoyama
(6995) Minoyama est un astéroïde de la ceinture principale.

## Description
(6995) Minoyama est un astéroïde de la ceinture principale. Il fut découvert le 24 janvier 1996 à Oizumi par Takao Kobayashi. Il présente une orbite caractérisée par un demi-grand axe de 2,53 UA, une excentricité de 0,18 et une inclinaison de 4,5° par rapport à l'écliptique.

## Compléments